# Bothriospondylus
Il botriospondilo (gen. Bothriospondylus) era un dinosauro erbivoro appartenente ai sauropodi. Visse nel Giurassico superiore (Oxfordiano - Kimmeridgiano, circa 160 - 150 milioni di anni fa) e i suoi resti fossili sono stati ritrovati in Inghilterra. Altri resti di dubbia attribuzione sono stati ritrovati in Francia e in Madagascar.

## Descrizione
Questo animale è noto solo per resti frammentari e incompleti, che comprendono principalmente vertebre isolate. Non è quindi possibile effettuare una ricostruzione dell'animale, ma dalle dimensioni delle vertebre rinvenute, confrontate con quelle di altri animali simili e più noti quali Pleurocoelus e Brachiosaurus, è stato possibile stabilire quantomento le dimensioni: Bothriospondylus doveva essere lungo tra i 15 e i 20 metri, una dimensione intermedia tra quelle dei due generi precedentemente menzionati. Come tutti i sauropodi, Bothriospondylus doveva possedere robusti arti colonnari, collo e coda lunghi e un corpo massiccio. 

## Scoperta e classificazione
Come molti dinosauri noti attraverso resti incompleti e descritti nell'Ottocento, anche Bothriospondylus ha una storia tassonomica molto complicata. La specie tipo, Bothriospondylus suffossus, venne descritta da Richard Owen nel 1875. Il significato del nome generico ("vertebra scavata") e dell'epiteto specifico ("indebolita") si riferiscono al fatto che i pleuroceli sostanzialmente "erodevano" i lati della vertebra. L'epiteto specifico è spesso erroneamente trascritto come "suffosus". Owen basò la specie sull'olotipo BMNH R44592-5, una serie di quattro vertebre dorsali rinvenute nel Wiltshire in uno strato risalente al Kimmeridgiano, la cosiddetta Kimmeridge Clay. A questa specie sono state ascritte anche tre vertebre sacrali non fuse.
Nello stesso anno Owen descrisse altre tre specie del genere Bothriospondylus. B. robustus è basato su BMNH R22428, una vertebra dorsale proveniente dalla stessa zona. B. elongatus è basato su una vertebra proveniente dal Sussex, BMNH R2239, un sintipo originale della specie Ornithopsis hulkei. La quarta specie, B. magnus, era un nuovo nome per un altro sintipo di Ornithopsis hulkei Seeley 1870 (l'attuale lectotipo NHM 28632). Lo stesso Owen, in un addendum della stessa pubblicazione, ridenominò B. robustus come Marmarospondylus robustus. Friedrich von Huene, nel 1908, attribuì il materiale a Pelorosaurus e nel 1922 ridenominò B. suffossus come Ornithopsis suffossa, a causa del fatto che il nome generico Ornithopsis aveva la priorità. In ogni caso, altri ritrovamenti (dall'Inghilterra, dalla Francia e dal Portogallo) vennero attribuiti al genere Bothriospondylus. Nel frattempo, nel 1902 Franz Nopcsa aveva già compiuto qualcosa di simile con una vertebra proveniente dall'Argentina che in seguito sarebbe stata ridenominata Nopcsaspondylus.
Materiale più completo proveniente dal Madagascar era stato denominato da Richard Lydekker nel 1895 come una quinta specie: Bothriospondylus madagascariensis. Questi resti furono poi ridescritti nel 1986 da José Fernando Bonaparte come Lapparentosaurus madagascariensis.
Una revisione del 2010 ad opera di Philip Mannion concluse che Bothriospondylus fosse un nomen dubium. Un esemplare del Madagascar precedentemente attribuito a Lapparentosaurus (MNHN MAJ 289), tuttavia, potrebbe essere stato un taxon separato, ed è noto come ?Bothriospondylus madagascariensis o come "Bothriospondylus" madagascariensis (Mannion, 2010). Uno studio precedente concluse che questa forma possedeva cinque ossa metacarpali, un fatto unico tra i sauropodi, disposte in tre file (Lang e Goussard, 2007).
Nel corso degli anni Bothriospondylus è stato attribuito a numerosi gruppi di sauropodi (anche in una famiglia a sé stante, i Bothriospondylidae), ma l'attribuzione più popolare è quella ai brachiosauridi. In ogni caso, il materiale frammentario e mal conservato non mostra alcuna sinapomorfia del gruppo e tutt'al più può essere attribuito genericamente ai Neosauropoda. ?Bothriospondylus madagascariensis potrebbe invece essere un membro basale degli Eusauropoda, al di fuori del clade dei neosauropodi. Ciò significa che questa specie era più strettamente imparentata agli eusauropodi basali che ai neosauropodi come Brachiosaurus.